# Cool By Nature
Cool By Nature är Damn Seagulls första och enda EP. Gavs ut i 2002

## Låtar
1. The Brutus - 3:16
2. Do What You Gotta Do - 2:27
3. Right In The Nerve - 3:14
4. Happy End? - 4:08